# ألن كار
ألِن كار (Allen Carr) (ولد في 2 سبمتبر 1934، لندن، وتوفي في 29 نوفمبر 2006) هو مؤلف بريطاني عن طرق إيقاف التدخين وغيره من الإدمانات كتعاطي الكحول.  توقف كار عن التدخين كمدخن ل 100 سيجارة يوميا (hundred-aday chain smoker). 
كتابه الأول والأهم كان بعنوان «الطريقة السهلة للإقلاع عن التدخين». يشرح كار في هذا الكتاب طريقته المستوحاة من تجربته كمدخن شرِه ويقول أن طريقته ستساعد المدخنين منذ زمن طويل على تركه في وقت قصير قياسي. كما يقول في كتابه بأن الإرادة (عند المدخن) ليست مشترطة لترك التدخين بل يتم السماح لهم بالتدخين أثناء قراءة الكتاب. يشرح كار طريقته بحيث أن المُدخن يترك التدخين من تلقاء نفسه بنهاية قراءته بحيث أن ما يحدث هو غسيل دماغ إيجابي وهو الإنعتاق من الإدمان الذهني والنفسي على التدخين.

## السيرة الذاتية
بدأ كار التدخين أثناء تأديته للخدمة الوطنية عن عمر 18 سنة. تأهل للعمل كمحاسب عام 1958. توقف كار عن التدخين أخيراً في 15 يوليو 1983 بعمر 48 سنة، بعد  زيارة علاجية للتنويم المغناطيسي. لكن توقفه لم يكن بسبب زيارة الطبيب نفسها بل كان على الرغم منها حيث يقول «نجحت بالرغم من وليس بسبب تلك الزيارة وأضأتُ اللحظة التي غادرت بها العيادة وذهبت إلي المنزل».
لقد كان هناك عاملان حاسمان، أديا لتوقف ألن عن التدخين. الأول أن الطبيب أخبره بأن التدخين هو فقط إدمان على مادة النيكوتين وهو ما لم يفكر به ألن من قبل (أي لم يفكر بأنه كان مدمناً) والثاني أن ابنه جون أعاره كتاباً طبياً يشرح طبيعة الحاجة إلى النيكوتين، وأنه فقط كشعور بالخواء وعدم الأمان. يقول كار أن هذان هما العاملان الذان شكلا صورة جديدة في ذهنه توحي بمدى سهولة ترك التدخين وولدت عنده رغبة جامحة بأن يشرح قناعته وطريقته لأكبر عدد ممكن من المدخنين.  

### فلسفة ألن كار
يقول كار أن المدخنين لا يتلقون أي تحفيزات من تدخين السجائر، وأن التدخين يخفف فقط من أعراض الانسحاب من السيجارة السابقة، مما يؤدي بدوره إلى ظهور المزيد من أعراض الانسحاب بمجرد الانتهاء من التدخين. وبهذه الطريقة يتمكن إدمان المخدرات من إدامة نفسه. وأكد كار أن «الإرتياح» الذي يشعر به المدخنون عند إشعال السيجارة، والشعور بالعودة إلى الوضع الطبيعي، هو الشعور الذي يشعر به غير المدخنين طوال الوقت. لذلك فإن المدخنين، عندما يشعلون سيجارة، يحاولون الوصول إلي حالة يتمتع بها غير المدخنون طوال حياتهم. وأكد كذلك أن أعراض الإنسحاب تنشأ عن الشك والخوف في ذهن المدخن السابق، وبالتالي فإن التوقف عن التدخين ليس مؤلمًا كما يظن البعض، إذا تمكن المدخن من إزالة هذا الشك والخوف.
في عيادات ألن كار أثناء جلسات الإقلاع عن التدخين، يُسمح للمدخنين بالاستمرار في التدخين مع إزالة شكوكهم ومخاوفهم، وذلك بهدف تشجيع وتنمية عقلية غير المدخن قبل إطفاء السيجارة النهائية. سبب آخر للسماح للمدخنين بالتدخين أثناء الخضوع للاستشارة هو اعتقاد كار بأنه من الصعب إقناع المدخن بالتوقف حتى يفهم آلية «مصيدة النيكوتين». هذا لأن إنتباههم يتضاءل بينما يستمرون في الاعتقاد بأنه أمر مؤلم ومن الصعب للغاية الإقلاع عن التدخين.
هناك تأكيد آخر لطريقة كار وهو أن قوة الإرادة ليست مطلوبة للإقلاع عن التدخين.
كان كار يقول أن الخوف من «الإقلاع» هو ما يدفع غالبية المدخنين إلى الاستمرار في التدخين، مما يستلزم استمرار المدخن في وهم التمتع الحقيقي كمبرر أخلاقي للسخافة المتأصلة في التدخين في وجه الغالبية الطبية والعلمية. . بدلاً من ذلك، يشجع كار المدخنين على التفكير في فعل الإقلاع، ليس على أنه استسلام، ولكن على أنه «هروب من قيود النيكوتين».

### الطريقة السهلة
ترك ألن كار وظيفته كمحاسب عام 1983 وبدأ العمل في أول عيادة للطريقة السهلة للإقلاع عن التدخين لتوفير النصح للمدمنين الاخرين على شكل ندوات، كما قام بتأليف عشرة كتب دخل بعضها قائمة أفضل الكتب مبيعا من ضمنها كتابه الأول الطريقة السهلة للإقلاع عن التدخين (1985), نجاح العيادة الأولى في لندن في المجمل بفضل التوصيات الفردية أدى لنمو وإنتشار شبكة عالمية من العيادات في أكثر من 50 دولة إضافة لإنتاج الاقراص المرئية والصوتية كوسيط بديل للجلسات، قياسا بضمان استعادة الرسوم الذي تقدمه المنظمة (و الذي يتطلب جلستي متابعة اضافيتين) تؤكد عيادات ألن كار أن معدل النجاح يتجاوز 90% في مساعدة المدخنين على الإقلاع، معدل نجاح يساوي 51% بعد 12 شهر من الإقلاع نشر في دراسة علمية مستقلة، دراسة منضبطة معشاة اجريت في ايرلندا اظهرت ان معدل النجاح لطريقة الن كار يساوي ضعف ما حقق نظام الإقلاع الوطني الايرلندي quit.ie وبمعدل اقلاع يساوي 22% بعد عام من الإقلاع، بينما اظهرت دراسة أخرى أيضا بمنهجية منضبطة معشاة تعادل معدلات النجاح في الإقلاع بعد ستة أشهر بين طريقة الن كار وعيادات الإقلاع النموذجية البريطانية والتي تستخدم الأدوية وبدائل النيكوتين والدعم السلوكي من قبل ممارس صحي، سبب آخر محتمل يفسر إتساع شهرة الطريقة السهلة هو توصية الكثير من المشاهير باستخدام الطريقة بعد التجربة الشخصية الناجحة للإقلاع مثل: ألين دي جينيريس وانثوني هوبكنز واشتون كوتشر وبينك وغيرهم.
يتم تشغيل عيادات الن كار عن طريق اخصائيين كانوا مدخنين سابقين وأقلعوا بفضل طريقة ألن كار، جميع الاخصائيين أعضاء في منظمة تابعة للمؤسسة التي انشأها ألن كار وتسمى الجمعية الدولية لأخصائيي ألن كار (Allen Carr Therapists International (ACTI وهي جمعية ذات صفة غير طبية. تقدم الطريقة في بعض البلدان الناطقة بالعربية كالمملكة العربية السعودية ومملكة البحرين والإمارات العربية المتحدة  وغيرها.

## روابط خارجية
- ألن كار على موقع IMDb (الإنجليزية)
- ألن كار على موقع ميوزك برينز (الإنجليزية)